# Aviaprad Aircompany

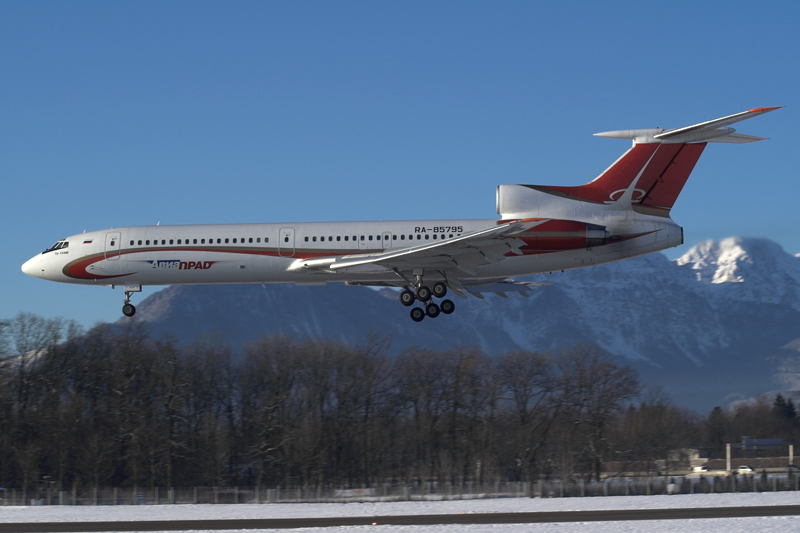
Tupolev Tu-154M nella livrea della Aviaprad Aircompany.

L'Aviaprad Aircompany (in russo: АВИАПРАД авиакомпания) era una compagnia aerea russa con base tecnica all'aeroporto di Ekaterinburg-Kol'covo (USSS), in Russia europea. La compagnia aerea è stata fondata come operatrice cargo con il nome di Uralinteravia nel 1995 a Ekaterinburg, sulla base della Divisione Cargo della russa Ural Airlines. Nel 2006 l'Aviaprad Aircompany ha cambiato la strategia concentrandosi sull trasporto passeggeri.

## Strategia
La compagnia aerea russa operava il servizio del trasporto aereo passeggeri in Russia e negli stati CSI con hub principale all'aeroporto di Ekaterinburg-Kol'covo. Nel 2006 l'Aviaprad ha preso in leasing dalla compagnia aerea francese Air France due Boeing 737-500. Negli ultimi 6 mesi del 2006 la compagnia aerea russa ha trasportato 50.000 passeggeri. Nel novembre-dicembre del 2006 l'Aviaprad operava un Boeing 757-200 della compagnia aerea moscovita VIM-Avia.

## Programma della Fedeltà
- AviaBonusPlus

## Flotta
- 4 Yakovlev Yak-42D
- 2 Boeing 737-500
- 2 Boeing 737-300 (ordinati)
- 2 Tupolev Tu-154M (in leasing dalla russa Kuban Airlines)
- 3 Let L-410 Turbolet

## Flotta storica
- Ilyushin Il-76TD
- Boeing 757-200

## Incidenti
- Il 10 maggio 2007 un Yakovlev Yak-40 della Aviaprad che operava il volo interno di linea Mosca, Russia - Ekaterinburg, Russia ha effettuato un atterraggio d'emergenza alle 14:25 (ora locale) all'aeroporto di Ekaterinburg-Kol'covo, Russia. Nessuno dei passeggeri e dei membri d'equipaggio ha avuto dei danni.